# Lelio Buzzi
Lelio Buzzi, o Busso oppure Bussi (Viggiù, 1551/1553 – Viggiù, 1605), è stato un architetto italiano.

## Biografia
Lelio Buzzi appartenne ad una famiglia di artisti ed architetti, di cui fu il capostipite, e risultò attivo in una fase di passaggio tra il manierismo del Pellegrini e il barocco richiniano.
Nel 1569 collaborò per i lavori del Duomo di Milano, al quale resterà legato per tutta la vita.
Dieci anni dopo ricevette compensi per alcuni lavori effettuati all'organo del duomo.
Nel 1585 venne licenziato assieme al suo superiore Pellegrino Tibaldi, accusato di non sorvegliare i lavori e persino di appropriazione indebita, tanto che l'anno dopo subì un vero e proprio processo, ma fu riassunto poco dopo.
Alla morte di Martino Bassi, nel 1589, non riuscì a sostituirlo nell'incarico di architetto della Fabbrica ed ottenne la carica di capomastro, anche se poco dopo ricevette la qualifica di architetto.
Poco tempo dopo venne privato della carica in favore di Aurelio Trezzi e definitivamente licenziato nel 1603 con la diffida di interessarsi dei lavori.
Fra le sue altre opere realizzate sono note le sue collaborazioni conn Martino Bassi nella chiesa di San Barnaba (1589); inoltre costruì la facciata del Santuario di Saronno, in base ai disegni lasciati dal Pellegrini nel 1576 e dove in precedenza aveva già disegnato il tabernacolo dell'altare maggiore.
Buzzi lavorò per la realizzazione del Palazzo Nuovo di Bergamo nel 1600.
Nel 1603 partecipò alle modifiche al progetto di G. B. Lantana, G. A. Avanzi e Pier Maria Bagnadore per il duomo nuovo di Brescia e, con il Bagnadore, firmò la relazione finale.
Fece infine il progetto e diresse i lavori della Biblioteca Ambrosiana, grazie anche al particolare appoggio del cardinale Federico Borromeo.
Le documentazioni storiche ci presentano anche i figli Francesco, nato il 7 febbraio 1597 e architetto collegiato nel 1619, del quale non sono sopravvissute le sue opere, e Carlo, pittore, da non confondere con l'omonimo architetto.

## Opere
- Organo del Duomo di Milano;
- Chiesa di San Barnaba (1589);
- Facciata del Santuario di Saronno;
- Tabernacolo dell'altare maggiore del Santuario di Saronno;
- Palazzo Nuovo di Bergamo nel 1600;
- Biblioteca Ambrosiana.